# Comfortably Numb
„Comfortably Numb“ (в превод от английски „Удобно безчувствен“) е песен на английската рокгрупа Pink Floyd от двойния им албум „The Wall“ („Стената“) от 1979 година. Работното ѝ заглавие е The Doctor („Лекарят“). Издадена е през същата година и като сингъл заедно с песента Hey You. Текстът на „Comfortably Numb“ е написан от Роджър Уотърс, а музиката – от Дейвид Гилмор. Песента е една от най-известните на групата и по-специално с китарните си сола. През 2004 година, е поставена на 314-а позиция в класацията на списание Rolling Stone за 500-те най-велики песни на всички времена. Тя е и последната песен, която Уотърс, Гилмор, Райт и Мейсън изпълняват заедно през 2005 година.

## История
За разлика от повечето песни в „The Wall“, които са написани самостоятелно от Роджър Уотърс, по-голямата част от музиката на „Comfortably Numb“ е дело на Дейвид Гилмор, който преди това е записал инструментала като демо по време на записите за неговия първи соло албум с надеждата, че ще му послужи по-късно.
Песента е една от двете в албума (заедно с „Mother“), която има самостоятелно звучене, а не прелива плавно от или в някоя от съседните.
Според списание Rolling Stone, текстът на песента хрумва на Роджър Уотърс докато е под въздействието на успокоителни, които са му инжектирани срещу стомашни спазми преди концерта на Pink Floyd във Филаделфия, който е част от турнето им In The Flesh от 1977 година. „Това бяха най-дългите два часа от моя живот“, казва Уотърс. „Да се опитвам да правя шоу докато едвам успявам да повдигна ръката си“. Преживяването му дава идеята, която впоследствие е претворена в текста на „Comfortably Numb“.
При записа на песента Уотърс и Гилмор имат творчески противоречия за звученето: Гилмор настоява за по-гръндж стил на стиховете. В крайна сметка песента е записана в албума с началото, предпочитано от Уотърс, и финалното соло на Гилмор. По този повод по-късно Гилмор казва: „Карахме се за „Comfortably Numb“ като луди. Беше наистина жестока битка, която продължи с векове.“

## Сюжет
Наред с останалите песни от The Wall, „Comfortably Numb“ разказва част от историята за главния герой на албума, Пинк. В песента се разкрива борбата на Пинк да възприеме околния свят и по-специално взаимоотношенията между лекаря на Пинк (чиито реплики се пеят от Уотърс) и Пинк (чиито мисли са изразени в припева на песента, изпят от Гилмор).

## Изпълнители
- Роджър Уотърс – текст, вокали, бас китара,
- Дейвид Гилмор – музика, вокали, китари, бас китара, pedal steel китара, синтезатор Prophet-5,
- Ник Мейсън – барабани,
- Ричард Райт – орган.